# Aneugen
Als Aneugen wird eine Substanz bezeichnet, die die Zellteilung und den Spindelapparat so beeinflusst, dass es zu einer Veränderung der Zahl der Chromosomen und damit zu einer Aneuploidie kommt. Zumeist stören Aneugene die Ausbildung des Spindelapparates und damit die Chromosomenwanderung dahingehend, dass je eine Tochterzelle mit einem überzähligen und einem fehlenden Chromosomen entsteht. Häufig führt diese Chromosomenaberration zum Absterben der entstandenen Zellen.
Da Aneugene lediglich sich teilende Zellen, nicht aber ruhende Zellen beeinflussen, werden Aneugene wie die Vincaalkaloide auch zur Chemotherapie von Tumoren eingesetzt.